# Hibatullah Akhundzada
Mawlawi Hibatullah Akhundzada (tiếng Pashtun: هبت الله اخونزاده; tiếng Ả Rập: هبة الله أخوند زاده   Haibatullāh Aḫūnd Zādah; sinh 26 tháng 3 năm 1961) là một học giả tôn giáo cứng rắn và là thủ lĩnh của Taliban, một nhóm chiến binh vũ trang từng là chính phủ Afghanistan trước đây và bây giờ.
Akhundzada được báo cáo là đã đưa ra phần lớn các fatwa của Taliban và là người đứng đầu của tòa án Hồi giáo Taliban. Không giống như nhiều thủ lĩnh Taliban khác, Akhundzada được cho là đã ở lại đất nước này trong Chiến tranh Afghanistan. Akhundzada trở thành thủ lĩnh của Taliban vào tháng 5 năm 2016 sau khi thủ lĩnh trước đó, Akhtar Mansour, đã bị giết trong một cuộc tấn công bằng máy bay không người lái. Taliban cũng ban tặng cho Akhundzada danh hiệu Emir-al-Momineen (Chỉ huy của những người trung thành) mà hai người tiền nhiệm của Akhundzada đã sở hữu.

## Tuổi thơ
Akhundzada sinh năm 1961 tại huyện Panjwayi của tỉnh Kandahar, Vương quốc Afghanistan. Là một người Pashtun, ông thuộc gia tộc hoặc bộ lạc Noorzai. Tên đầu tiên của ông, Hibatullah - thường được dùng làm tên con gái - có nghĩa là "món quà từ Allah" trong tiếng Ả Rập. Cha của ông, Mullah Mohammad Akhund, là một học giả tôn giáo cũng như là imam của nhà thờ Hồi giáo trong làng của họ. Không sở hữu bất kỳ mảnh đất hay vườn cây ăn trái nào của riêng mình, gia đình Akhundzada phụ thuộc vào những gì hội thánh trả cho người cha bằng tiền mặt hoặc một phần hoa màu của họ. Akhundzada đã học theo cha mình.  Gia đình di cư đến Quetta sau cuộc xâm lược của Liên Xô và Akhundzada tiếp tục việc học tập của mình tại một trong những trường dòng đầu tiên được thành lập ở khu Sarnan.

## Vai trò trước năm 2016
Khi quân Taliban của Afghanistan chiếm được thủ đô Kabul vào năm 1996, một trong những công việc đầu tiên của học giả tôn giáo Akhundzada là ở tỉnh Farah với tư cách là thành viên quân sự thi hành án của Cục khuyến khích đạo đức và phòng chống tội ác.  Sau đó ông chuyển đến Kandahar và được làm giáo viên hướng dẫn tại Jihadi Madrasa, chủng viện có khoảng 100.000 sinh viên mà Mullah Omar đích thân trông nom.
Mawlawi Akhundzada sau đó được bổ nhiệm làm Chánh án Tòa án Shariah của Tiểu vương quốc Hồi giáo Afghanistan. Thay vì chỉ là một lãnh chúa hoặc chỉ huy quân sự, ông đã có một danh tiếng như một nhà lãnh đạo tôn giáo, người chịu trách nhiệm phát hành hầu hết các fatwa của Taliban và giải quyết các vấn đề tôn giáo giữa các thành viên của Taliban. Cả Mullah Omar và Mullah Mansour đều được biết là đã tham khảo ý kiến của Akhundzada về các vấn đề của fatwa. Không giống như những người tiền nhiệm của ông, những người được giáo dục ở Pakistan — và những người cũng được cho là đã di chuyển vĩnh viễn về phía đông qua Đường Durand sau cuộc xâm lược của Hoa Kỳ vào năm 2001 và trong cuộc chiến tranh —Akhundzada được cho là đã sống ở Afghanistan trong suốt giai đoạn 2001–2016 mà không có ghi chép gì về hành trang, mặc dù ông có quan hệ chặt chẽ với Quetta Shura tạiQuetta.
Sau khi thăng chức thành phó thủ lĩnh của Taliban vào năm 2015, Akhundzada đã đưa ra một hệ thống mà theo đó, một ủy ban sẽ được thành lập dưới quyền thống đốc ẩn ở mỗi tỉnh có thể điều tra các chỉ huy hoặc chiến binh lạm dụng, theo Mullah Abdul Bari, một chỉ huy Taliban tại Helmand.

### Vụ ám sát năm 2012
Theo Mullah Ibrahim, một học trò của Akhundzada, người được The New York Times phỏng vấn, Akhundzada là đối tượng của một vụ ám sát ở Quetta mà Taliban đổ lỗi cho Cục An ninh Quốc gia, cơ quan tình báo Afghanistan. Mullah Ibrahim kể lại: "'Trong một bài giảng của Akhundzada ở Quetta vào một ngày cách đây khoảng 4 năm, một người đàn ông đứng giữa các sinh viên và chĩa súng vào Mawlawi Akhundzada từ cự ly gần, nhưng khẩu súng bị kẹt lại. "Người đàn ông đó cố gắng bắn Akhundzada, nhưng anh ta không thành công, và Taliban lao vào xử lý người đàn ông này. Ibrahim nói thêm rằng Mawlawi Akhundzada đã không di chuyển  chút nào trong tình thế hỗn loạn đó."
Bởi vì vụ ám sát được báo cáo xảy ra ở Quetta, nó mâu thuẫn với các báo cáo rằng Akhundzada đã không đi ra ngoài Afghanistan sau tháng 9 năm 2001.

## Lãnh đạo Taliban
Akhundzada được bổ nhiệm làm chỉ huy tối cao của Taliban vào ngày 25 tháng 5 năm 2016 thay cho Mullah Akhtar Mansour. Mansour và một chiến binh thứ hai đã thiệt mạng khi đạn từ một máy bay không người lái bắn trúng phương tiện mà họ đang lái. Cuộc tấn công này đã được Tổng thống Hoa Kỳ Barack Obama chấp thuận. Akhundzada trước đây là cấp phó của Mansour. Theo các nguồn tin từ Taliban, Mansour đã xác định Akhundzada làm người kế vị theo di chúc của mình.
Một phát ngôn viên của Taliban cho biết Sirajuddin Haqqani được bổ nhiệm làm Phó thứ nhất và Mullah Mohammad Yaqoob, con trai của cựu thủ lĩnh Taliban Mullah Omar, được bổ nhiệm làm Phó thứ hai. Mawlawi Akhundzada lãnh đạo một số madrassa (trường học tôn giáo) trong vùng tây nam của tỉnh Balochistan ở Pakistan.
Các nhà phân tích tin rằng có sự khác biệt giữa các cấp bậc của Taliban về việc ai sẽ được bổ nhiệm làm thủ lĩnh mới. Những cái tên được gợi ý là Mullah Yaqoob và Sirajuddin Haqqani, với Haqqani là thành viên nổi bật nhất được liên kết với Mạng lưới Haqqani. Tuy nhiên Akhundzada đã duy trì một danh tiếng là trung lập trong nội bộ Taliban. Để tránh xung đột khi chọn Akhundzada làm thủ lĩnh, Taliban đã đồng ý rằng Yaqoob và Sirajuddin Haqqani đều sẽ làm cấp phó của lãnh đạo mới.